# Голливудская кавалькада
Голливудская кавалькада (англ. Hollywood Cavalcade) — американская кинокомедия 1939 года режиссёра Ирвинга Каммингса.

## Сюжет
Майкл Линнет Коннерс находит на Бродвее перспективную и привлекательную актрису по имени Молли Эдэйр и превращает её в новую звезду Голливуда. Однако вскоре сам же её и увольняет по весьма прозаической причине: она закрутила роман с одним из своих коллег по съёмочной площадке, что вызвало у Коннерса приступ ревности. Теперь вчерашней начинающей звезде предстоит вновь карабкаться на Голливудский Олимп, причём все это — в окружении целой плеяды звёзд немого кино.

## В ролях
- Элис Фэй — Молли Эдэйр
- Дон Амичи — Майкл Линнет Коннерс
- Дж. Эдвард Бромберг — Дэйв Спинголд
- Алан Кёртис — Ники Хайден
- Стюарт Эрвин — Пит Тинни
- Джед Пруте — шеф полиции
- Бастер Китон — камео
- Дональд Мик — Лили Стоут
- Джордж Гивот — англичанин
- Джеймс Финлейсон — полицейский из Кистоуна[англ.]
- Хейни Конклин — полицейский из Кистоуна
- Ирвинг Бейкон — клерк